# Pipol’s Sevisis Pati
Die Pipol’s Sevisis Pati (en.: People’s Services Party, PSP; teilweise auch: Peoples’ Development Services Party, PDSP) ist eine politische Partei in Vanuatu.

## Geschichte
In den Parlamentswahlen in Vanuatu 2012 stellte die Partei drei Kandidaten auf, erhielt 0,8 % der Stimmen und konnte damit einen Sitz im Parlament erringen; Don Ken in Malakula.
In den Wahlen 2016 führte die Partei wieder drei Kandidaten in den Wahlkampf und Ken wurde in Malakula wiedergewählt.
In den Wahlen 2020 konnte die Partei nur noch 700 Stimmen gewinnen.

## Wahlergebnisse
| Wahl      | Stimmen | %   | Mandate |
| --------- | ------- | --- | ------- |
| Wahl 2012 | 932     | 0,8 | 1 / 52  |
| Wahl 2016 | 1.032   | 0,9 | 1 / 52  |
| Wahl 2020 | 700     | 0,5 | 0 / 52  |
| Wahl 2022 | 672     | 0,5 | 0 / 52  |